# سیستم‌های فازی ژنتیکی
سیستم‌های فازی ژنتیکی دسته‌ای از سیستم‌های فازی هستند که در ساخت آن‌ها از الگوریتم ژنیتک یا برنامه‌ریزی ژنتیکی برای یافتن ساختار و پارامترهای سیستم استفاده شده‌است. با توجه به غیر خطی بودن نتایج و خروجی‌های سیستم‌های فازی، روش‌های متداول بهینه‌سازی در حل و مدل‌سازی خودکار سیستم‌های فازی با محدودیت مواجه هستند. از این رو، در چارچوب محاسبات نرم، استفاده از الگوریتم ژنتیک و برنامه‌ریزی ژنتیک برای یافتن ساختار و پارامترهای سیستم‌های فازی موفقیت‌آمیز بوده‌است.